# Jeff Martin

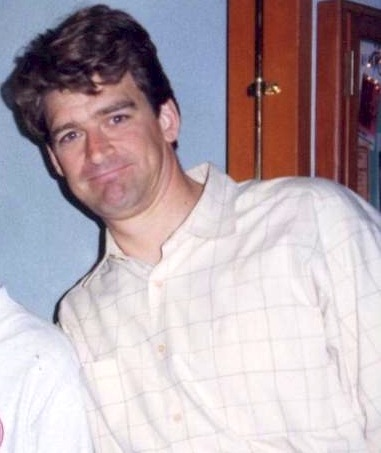
Jeff Martin in 1994.

Jeff Martin was een schrijver voor The Simpsons voor de eerste vier seizoenen. In 1993 ging hij weg bij de show, net als veel anderen. Sindsdien heeft hij geschreven voor series als Listen Up, Baby Blues en Homeboys in Outer Space. Martin woont in Los Angeles met zijn vrouw en twee kinderen.

## Filmografie als schrijver

### The Simpsons
- "Dead Putting Society"
- "Oh Brother, Where Art Thou?"
- "Three Men and a Comic Book"
- "Treehouse of Horror II"
- "I Married Marge"
- "The Otto Show"
- "A Streetcar Named Marge"
- "Lisa the Beauty Queen"
- "Lisa's First Word"
- "Homer's Barbershop Quartet"

### Listen Up
- "Pilot"